# Liste der Biografien/Carv
Liste der Biografien |
Portal Biografien |
Personensuche
# |
A |
B |
C |
D |
E |
F |
G |
H |
I |
J |
K |
L |
M |
N |
O |
P |
Q |
R |
S |
T |
U |
V |
W |
X |
Y |
Z |
?
 
Ca |
Cb |
Cc |
Ce |
Ch |
Ci |
Cj |
Ck |
Cl |
Cm |
Cn |
Co |
Cr |
Cs |
Ct |
Cu |
Cv |
Cw |
Cy |
Cz
 
Caa–Cag |
Cah |
Cai |
Caj |
Cak |
Cal |
Cam |
Can |
Cao–Cap |
Caq |
Car |
Cas |
Cat–Caz
 
Cara |
Carb |
Carc |
Card |
Care |
Carf |
Carg |
Carh |
Cari |
Carj |
Cark |
Carl |
Carm |
Carn |
Caro |
Carp |
Carq |
Carr |
Cars |
Cart |
Caru |
Carv |
Carw |
Cary |
Carz
Die Liste der Biografien führt alle Personen auf, die in der deutschsprachigen Wikipedia einen Artikel haben. Dieses ist eine Teilliste mit 201 Einträgen von Personen, deren Namen mit den Buchstaben „Carv“ beginnt.

## Carv

### Carva
- Carvacchi, Karl (1791–1869), deutscher Kaufmann und kurhessischer Verwaltungsbeamter
- Carvajal Rosales, Luis Alfredo (1913–2003), ecuadorianischer Geistlicher, katholischer Bischof
- Carvajal y de la Cueva, Luis de († 1591), Gründer und Gouverneur von Nuevo León
- Carvajal y Lancaster, José de (1698–1754), spanischer Politiker und Ministerpräsident
- Carvajal y Mendoza, Luisa (1566–1614), spanische Verfasserin religiöser Gedichte, Predigerin gegen den Anglikanismus und Missionarin der Gegenreformation in England
- Carvajal y Quiroz, Armando (1893–1972), chilenischer Violinist, Dirigent, Komponist und Musikpädagoge
- Carvajal, Alejandro (* 1973), chilenischer Poolbillardspieler
- Carvajal, Dani (* 1992), spanischer FußballspielerDani Carvajal (* 1992)

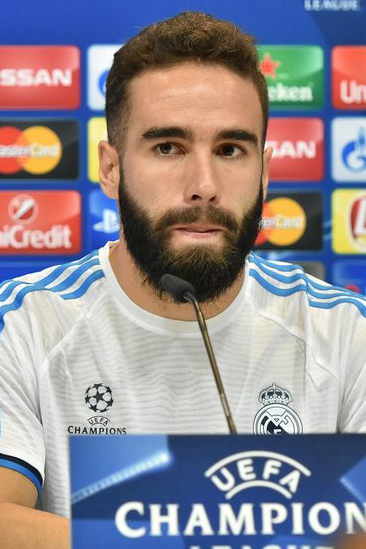
Dani Carvajal (* 1992)

- Carvajal, Danny (* 1989), costa-ricanischer Fußballspieler
- Carvajal, David (* 1978), spanischer Handballspieler
- Carvajal, Esteban (* 1988), chilenischer Fußballspieler
- Carvajal, Félix (1875–1949), kubanischer Marathonläufer
- Carvajal, Francisco de (1464–1548), spanischer Offizier und Konquistador
- Carvajal, Francisco S. (1870–1932), mexikanischer Jurist und Politiker
- Carvajal, Gaspar de († 1584), spanischer Dominikanermissionar in der Neuen Welt
- Carvajal, Hugo (* 1960), venezolanischer Politiker und General
- Carvajal, Jacinto de († 1648), spanischer Entdecker und Chronist
- Carvajal, Juan († 1469), Kardinal und päpstlicher Diplomat
- Carvajal, Juan de († 1546), spanischer Offizier und Konquistador
- Carvajal, Luis de (1566–1596), spanischer Kaufmann und Dichter
- Carvajal, Magaly (* 1968), kubanisch-spanische Volleyballnationalspielerin
- Carvajal, María (* 1983), chilenische Fußballschiedsrichterin
- Carvajal, Osvaldo (1914–1991), chilenischer Fußballspieler
- Carvajal, Patricio (1916–1994), chilenischer Vizeadmiral und Politiker
- Carvajal, Rafael (1818–1881), ecuadorianischer Politiker, Präsident von Ecuador
- Carvajal, Rodrigo, chilenischer Fußballschiedsrichter
- Carvajal, Voltaire (1917–1967), chilenischer Fußballspieler
- Carvalhaes, Gustavo Albrecht (* 1993), brasilianischer Beachvolleyballspieler
- Carvalhais, Isabel Estrada (* 1973), portugiesische Politikwissenschaftlerin und Politikerin, MdEP
- Carvalhais, Rodrigo Pinto Pizarro Pimentel de Almeida (1788–1841), portugiesischer Politiker aus der Zeit der konstitutionellen Monarchie
- Carvalhal, Álvaro de (1844–1868), portugiesischer Schriftsteller
- Carvalhal, Carlos (* 1965), portugiesischer Fußballspieler und -trainerCarlos Carvalhal (* 1965)

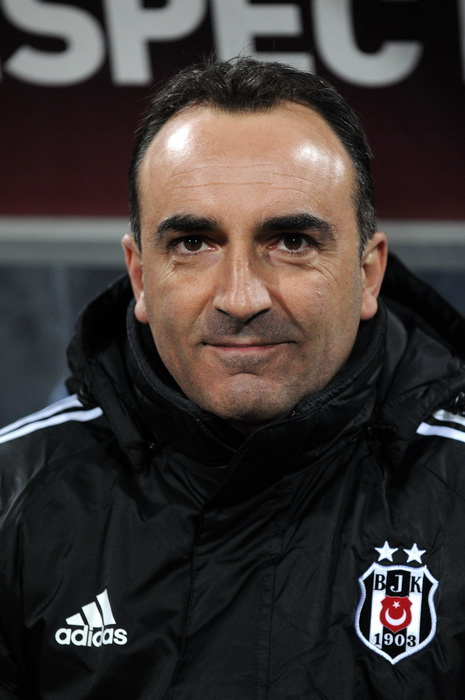
Carlos Carvalhal (* 1965)

- Carvalhas, Carlos (* 1941), portugiesischer Politiker (PKP), MdEP
- Carvalheira, Marcelo Pinto (1928–2017), brasilianischer Ordensgeistlicher, römisch-katholischer Erzbischof von Paraíba
- Carvalheiro Neto, Arnaldo (* 1967), brasilianischer Geistlicher, römisch-katholischer Bischof von Jundiaí
- Carvalho Alvarenga, Rosa de, Kauffrau und Sklavenhändlerin in der portugiesischen Kolonie Guinea
- Carvalho Barcelos, Danilo (* 1991), brasilianischer Fußballspieler
- Carvalho Baroni, Natal de (* 1945), brasilianischer Fußballspieler
- Carvalho Botelho, Jacinto Tomás de (* 1935), portugiesischer Priester und Bischof von Lamego
- Carvalho Corrêa, Kléber de (* 1980), brasilianischer Fußballspieler
- Carvalho de Sousa, Erika (* 1981), brasilianische Volleyballspielerin
- Carvalho dos Santos, Evaldo (* 1969), brasilianischer Geistlicher und römisch-katholischer Bischof von Viana
- Carvalho e Souza, Odette de (1904–1970), brasilianische Diplomatin
- Carvalho Júnior, Benedito Terésio de (* 1896), brasilianischer Politiker
- Carvalho Kaneko, Alexandre de (1946–2017), brasilianischer Fußballspieler und Unternehmer
- Carvalho Moreira, Francisco Inácio de (1815–1906), brasilianischer Diplomat
- Carvalho Soares, Geílson de (* 1984), brasilianischer Fußballspieler
- Carvalho Vieira, Ygor (* 1991), brasilianischer Fußballspieler
- Carvalho, Abílio Garcia de (1890–1941), portugiesischer Arzt und Politiker
- Carvalho, Adriano (* 1970), portugiesischer Film- und Fernsehschauspieler
- Carvalho, Ana (* 1996), portugiesische Ingenieurin und Politikerin (Volt)
- Carvalho, Anselmo Augusto Coelho de (* 1871), portugiesischer Offizier und Kolonialverwalter
- Carvalho, António de Albuquerque Coelho de (1655–1725), portugiesischer Kolonialverwalter

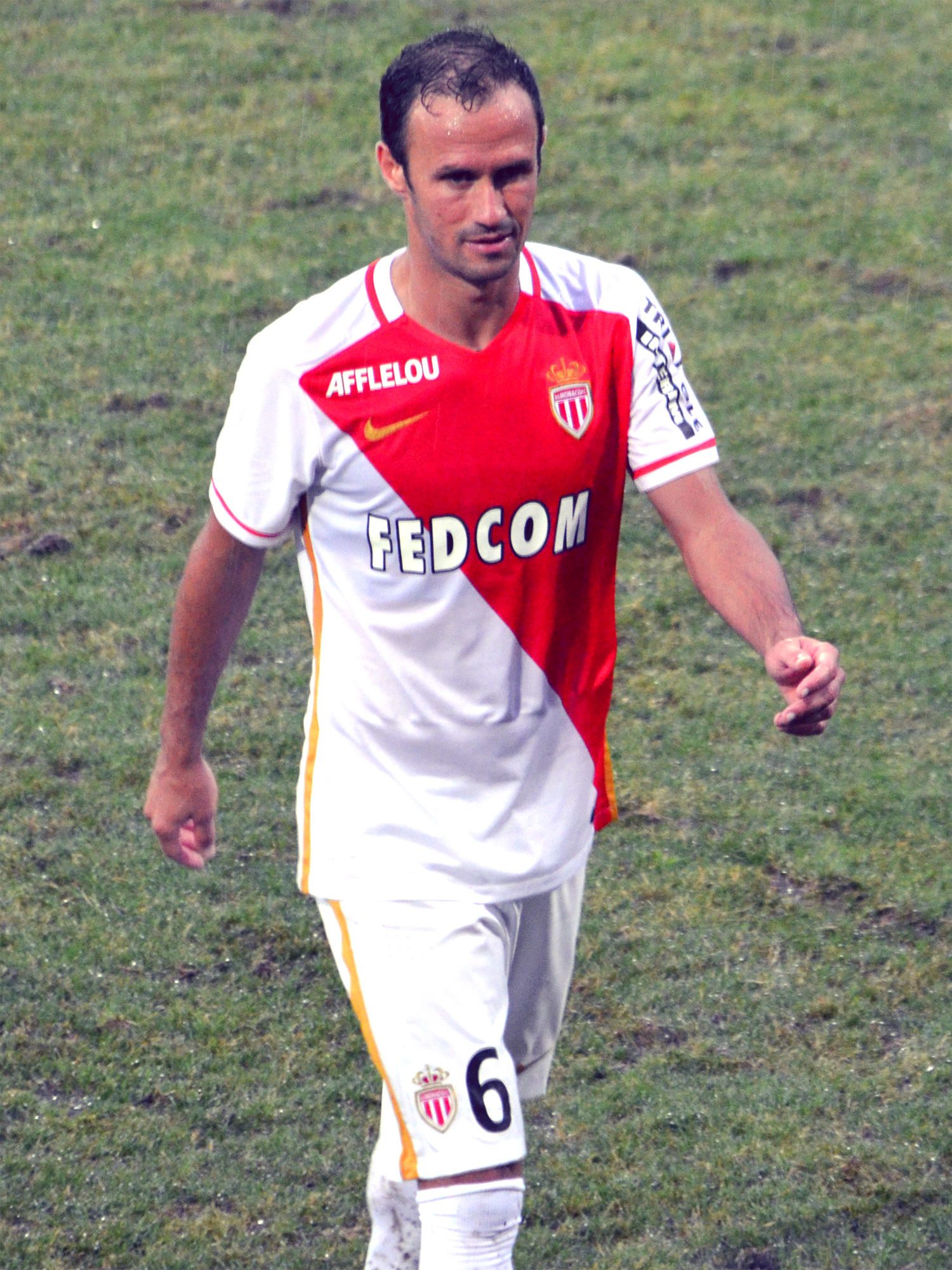
Ricardo Carvalho (* 1978)

- Carvalho, Antônio de Moura (* 1986), brasilianischer Fußballspieler
- Carvalho, Aracy de (1908–2011), brasilianische Gerechte unter den Völkern
- Carvalho, Armando da Silva (1938–2017), portugiesischer Schriftsteller
- Carvalho, Áttila de (* 1910), brasilianischer Fußballspieler
- Carvalho, Augusto César Cardoso de (1836–1905), portugiesischer Gouverneur
- Carvalho, Augusto de (1905–1984), portugiesischer Radrennfahrer
- Carvalho, Bernardo (* 1960), brasilianischer Autor und Journalist
- Carvalho, Beth (1946–2019), brasilianische Sängerin
- Carvalho, Câncio de († 2022), indonesisch-osttimoresischer Milizionär
- Carvalho, Carlos de (* 1946), portugiesischer Schauspieler
- Carvalho, Carlos de Azevedo (* 1889), portugiesischer Militär
- Carvalho, Cristiana (* 1988), luxemburgische Fußballspielerin
- Carvalho, Daniel (* 1983), brasilianischer Fußballspieler
- Carvalho, Demétrio do Amaral de (* 1966), osttimoresischer Umweltaktivist und Politiker
- Carvalho, Dinorá de (1905–1980), brasilianische Pianistin und Komponistin
- Carvalho, Diogo (1578–1624), portugiesischer Jesuit, Missionar und Märtyrer
- Carvalho, Domitila de (1871–1966), portugiesische Ärztin, Lehrerin, Schriftstellerin und Politikerin
- Carvalho, Eduardo de (1962–2010), osttimoresischer Politiker, Staatssekretär für Fischerei
- Carvalho, Eleazar de (1912–1996), brasilianischer Komponist und Dirigent
- Carvalho, Elvina Sousa (* 1986), osttimoresische Politikerin
- Carvalho, Emerson de (* 1972), brasilianischer Fußballschiedsrichterassistent
- Carvalho, Emílio de (* 1933), angolanischer Geistlicher, Bischof der Vereinigten Methodistenkirche
- Carvalho, Estevão Leitão de (1881–1970), brasilianischer Marschall
- Carvalho, Euller Elias de (* 1971), brasilianischer Fußballspieler
- Carvalho, Evaristo (1941–2022), são-toméischer Politiker, Premierminister von São Tomé und Príncipe
- Carvalho, Fábio (* 2002), portugiesischer FußballspielerFábio Carvalho (* 2002)

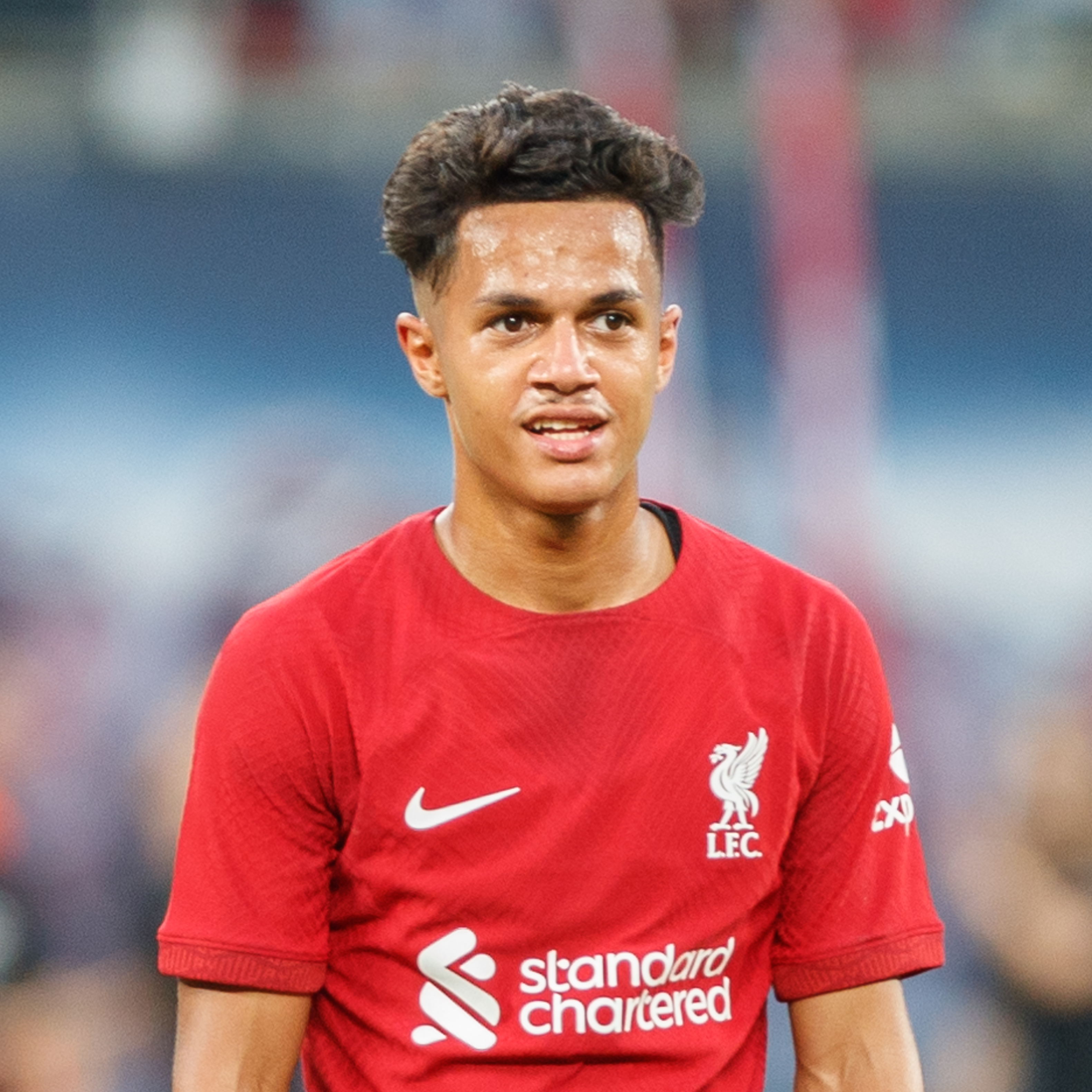
Fábio Carvalho (* 2002)

- Carvalho, Fabio Botelho (* 1979), brasilianischer Triathlet
- Carvalho, Felícia, osttimoresische Politikerin
- Carvalho, Felipe (* 1993), uruguayischer Fußballspieler
- Carvalho, Fernando (* 1962), portugiesischer Radrennfahrer
- Carvalho, Florian (* 1989), französischer Leichtathlet
- Carvalho, Francis Arthur (1886–1979), indischer römisch-katholischer Geistlicher und Weihbischof in Madras-Mylapore
- Carvalho, Géo (1932–1986), brasilianischer Fußballspieler
- Carvalho, Gonçalo de, portugiesischer Dominikaner
- Carvalho, Gracie (* 1990), brasilianisches Foto- und Laufstegmodell
- Carvalho, Guilherme Henriques de (1793–1857), portugiesischer Bischof, Patriarch von Lissabon und Kardinal der römisch-katholischen Kirche
- Carvalho, Inês (* 1971), portugiesische Kamerafrau
- Carvalho, Jaqueline (* 1983), brasilianische Volleyballspielerin
- Carvalho, João (* 1997), portugiesischer Fußballspieler
- Carvalho, João Clímaco de († 1873), portugiesischer Gouverneur
- Carvalho, João de Sousa (1745–1799), portugiesischer Barock- und Rokokokomponist
- Carvalho, Joaquim (1937–2022), portugiesischer Fußballspieler
- Carvalho, Joaquim Carlos (* 1954), brasilianischer Ordensgeistlicher, römisch-katholischer Bischof von Jataí
- Carvalho, Joaquim de (1892–1958), portugiesischer Philosoph und Professor
- Carvalho, John (* 1969), indischer römisch-katholischer Geistlicher, Bischof von Ajmer
- Carvalho, José (* 1953), portugiesischer Hürdenläufer, Sprinter und Zehnkämpfer
- Carvalho, José Carlos (* 1952), brasilianischer Forst- und Umweltbeamter und ehemaliger Umweltminister
- Carvalho, José Carlos de Pereira (1933–2004), portugiesischer Radrennfahrer
- Carvalho, José da Silva (1782–1856), portugiesischer Staatsmann
- Carvalho, José G. Herculano de (1924–2001), portugiesischer Linguist, Romanist und Lusitanist
- Carvalho, José Murilo de (1939–2023), brasilianischer Politikwissenschaftler und Historiker
- Carvalho, José Ornelas (* 1954), portugiesischer Ordensgeistlicher, römisch-katholischer Bischof von Leiria-Fátima
- Carvalho, Léon (1825–1897), französischer Sänger und Operndirektor
- Carvalho, Leticia (* 1973), brasilianische Ozeanographin
- Carvalho, Lia (* 1990), portugiesische Schauspielerin
- Carvalho, Lucas (* 1993), brasilianischer Sprinter
- Carvalho, Manuel Afonso de (1912–1978), portugiesischer römisch-katholischer Bischof
- Carvalho, Manuel de Abreu Ferreira de (1893–1968), portugiesischer Offizier und Gouverneur in verschiedenen Teilen des Kolonialreiches
- Carvalho, Manuel Tomas Amaral de (* 1976), osttimoresischer Politiker
- Carvalho, Marcelo Rodrigues de (* 1967), brasilianischer Ichthyologe
- Carvalho, Maria da Graça (* 1955), portugiesische Politikerin, MdEP, Ingenieurin und Hochschullehrerin
- Carvalho, Maria Judite de (1921–1998), portugiesische Autorin
- Carvalho, Mário de (* 1944), portugiesischer Schriftsteller und Drehbuchautor
- Carvalho, Mário de (* 1950), portugiesischer Kameramann
- Carvalho, Mário Gajo de (* 1978), portugiesischer Filmregisseur
- Carvalho, Mateus da Cruz de (* 1964), osttimoresischer Politiker
- Carvalho, Matis (* 1999), portugiesisch-französischer Fußballtorwart
- Carvalho, Miguel Pereira de (* 1976), osttimoresischer Politiker, Beamter und Menschenrechtler
- Carvalho, Myke (* 1983), brasilianischer Boxer
- Carvalho, Nelson de, osttimoresischer Jurist und Generalstaatsanwalt
- Carvalho, Nicanor de (1947–2018), brasilianischer Fußballspieler und Fußballtrainer
- Carvalho, Nilze (* 1969), brasilianische Mandolinistin, Cavaquinhospielerin, Sängerin und Komponistin
- Carvalho, Olavo de (1947–2022), brasilianischer Essayist, Journalist und Philosoph
- Carvalho, Patrice (* 1952), französischer Politiker
- Carvalho, Paulo (* 1986), brasilianischer Boxer
- Carvalho, Paulo de (* 1947), portugiesischer Sänger populärer Musik
- Carvalho, Raul de (1920–1984), portugiesischer Lyriker
- Carvalho, Ribeiro de (* 1993), osttimoresischer Leichtathlet
- Carvalho, Ricardo (* 1978), portugiesischer FußballspielerRicardo Carvalho (* 1978)
- Carvalho, Roger (* 1986), brasilianischer Fußballspieler
- Carvalho, Ronaldo de (1893–1935), brasilianischer Lyriker und Diplomat
- Carvalho, Ruy de (* 1927), portugiesischer Schauspieler
- Carvalho, Silvino João de (* 1981), brasilianischer Fußballspieler
- Carvalho, Sol de (* 1953), mosambikanischer Regisseur und Filmemacher
- Carvalho, Tábata de (* 1996), brasilianische Sprinterin
- Carvalho, Tatiele de (* 1989), brasilianische Leichtathletin
- Carvalho, Teresa Maria de (* 1974), osttimoresische Diplomatin und Politikerin
- Carvalho, Tomás de (1819–1897), portugiesischer Arzt und Politiker
- Carvalho, Valter Magno de (* 1973), brasilianischer römisch-katholischer Geistlicher und Bischof von Ituiutaba
- Carvalho, Vicento Ferreira de, Gouverneur von Portugiesisch-Timor
- Carvalho, William (* 1992), portugiesischer FußballspielerWilliam Carvalho (* 1992)

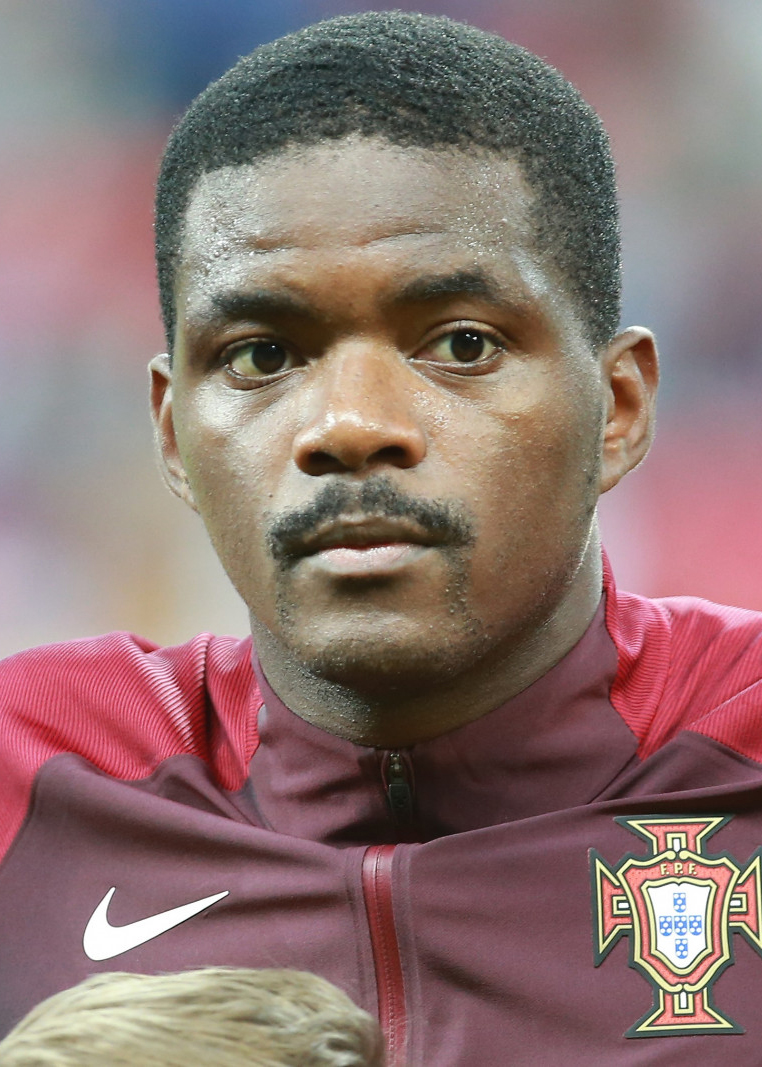
William Carvalho (* 1992)

- Carvalho-Heineken, Charlene de (* 1954), niederländische Unternehmerin
- Carvallo, Alex Santiago, gambischer Politiker
- Carvallo, Andrés Héctor (1862–1934), paraguayischer Politiker, Präsident Paraguays
- Carvallo, Aníbal (* 1990), chilenischer Fußballspieler
- Carvallo, Bryan (* 1996), chilenischer Fußballspieler
- Carvallo, Claude (1916–1981), französische Badmintonspielerin
- Carvallo, Emmanuel (1856–1945), französischer theoretischer Physiker
- Carvallo, Fernando (* 1948), chilenischer Fußballspieler
- Carvallo, Hernán (1922–2011), chilenischer Fußballspieler
- Carvallo, José (* 1986), peruanischer Fußballspieler
- Carvallo, Luis († 1938), chilenischer Fußballspieler
- Carvallo, Luis Hernán (* 1949), chilenischer Fußballspieler
- Carvarino, António Duarte († 1979), osttimoresischer Politiker

### Carve
- Carvel, Bertie (* 1977), englischer Film- und Theaterschauspieler
- Carvel, Elbert N. (1910–2005), US-amerikanischer Politiker
- Carvell, Jedediah Slason (1832–1894), kanadischer Politiker, Vizegouverneur von Prince Edward Island
- Carvell, John Eric Maclean (1894–1978), britischer Diplomat
- Carven, Marie-Louise (1909–2015), französische Modedesignerin
- Carven, Mircha (* 1950), rumänischer Schauspieler
- Carver, Alex (* 1991), australischer Bahn- und Straßenradrennfahrer
- Carver, Caitlin (* 1992), US-amerikanische Schauspielerin und Tänzerin
- Carver, Caroline (* 1976), britische Schauspielerin
- Carver, Charlie (* 1988), US-amerikanischer SchauspielerCharlie Carver (* 1988)

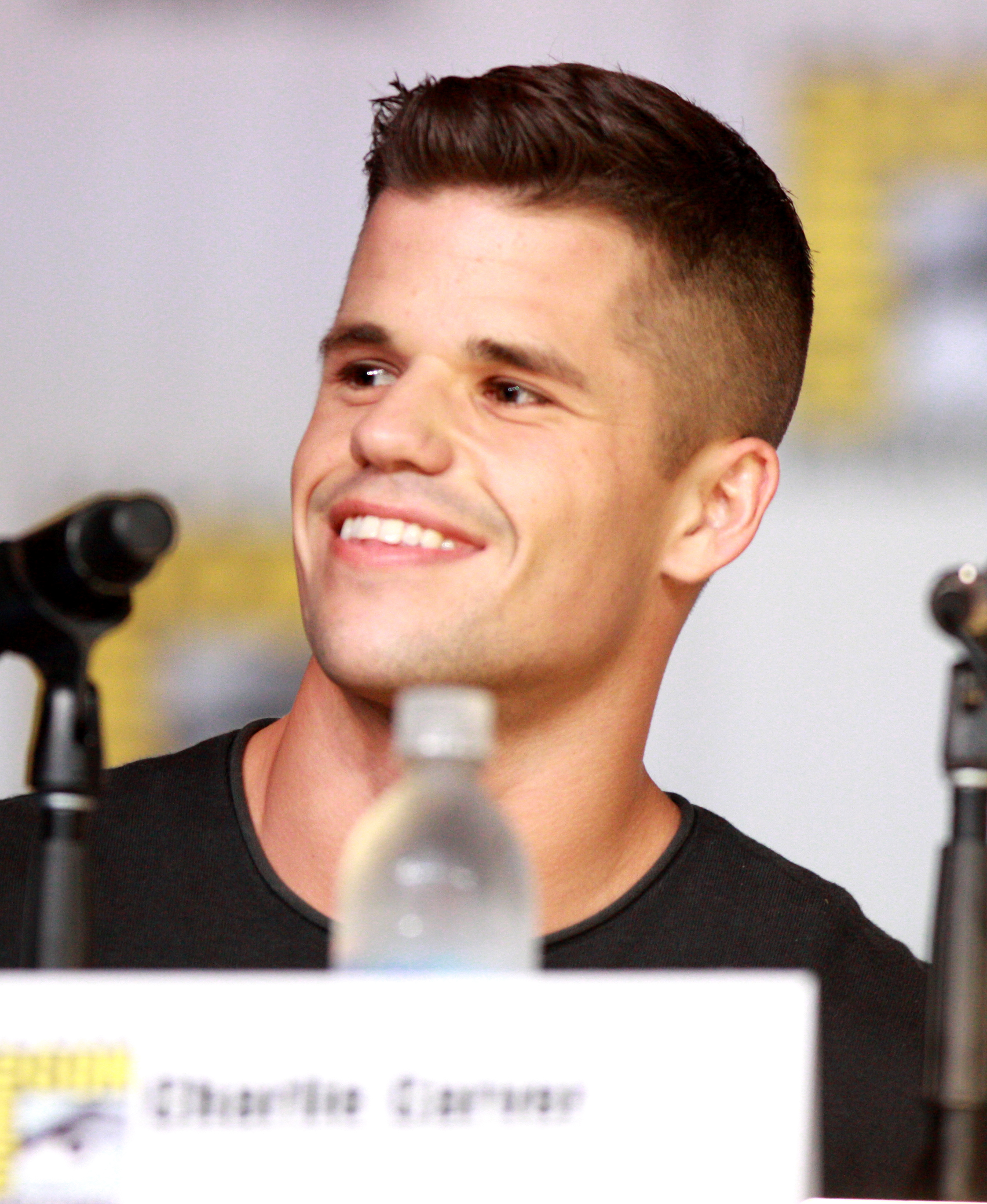
Charlie Carver (* 1988)

- Carver, George Washington († 1943), US-amerikanischer Botaniker
- Carver, J. Ward (1881–1942), US-amerikanischer Jurist und Politiker
- Carver, James (* 1969), britischer Politiker (UKIP), MdEP
- Carver, Jeffrey A. (* 1949), US-amerikanischer Science-Fiction-Autor
- Carver, Jesse (1911–2003), englischer Fußballspieler und -trainer
- Carver, John († 1621), englischer Pilger auf der Mayflower, erster Gouverneur von Plymouth
- Carver, John (* 1965), englischer Fußballspieler und -trainer
- Carver, Jonathan (1710–1780), amerikanisch-britischer Entdecker
- Carver, Louise (* 1979), südafrikanische Sängerin und Pianistin
- Carver, Lynne (1916–1955), US-amerikanische Schauspielerin
- Carver, Mary (1924–2013), US-amerikanische Schauspielerin
- Carver, Max (* 1988), US-amerikanischer SchauspielerMax Carver (* 1988)

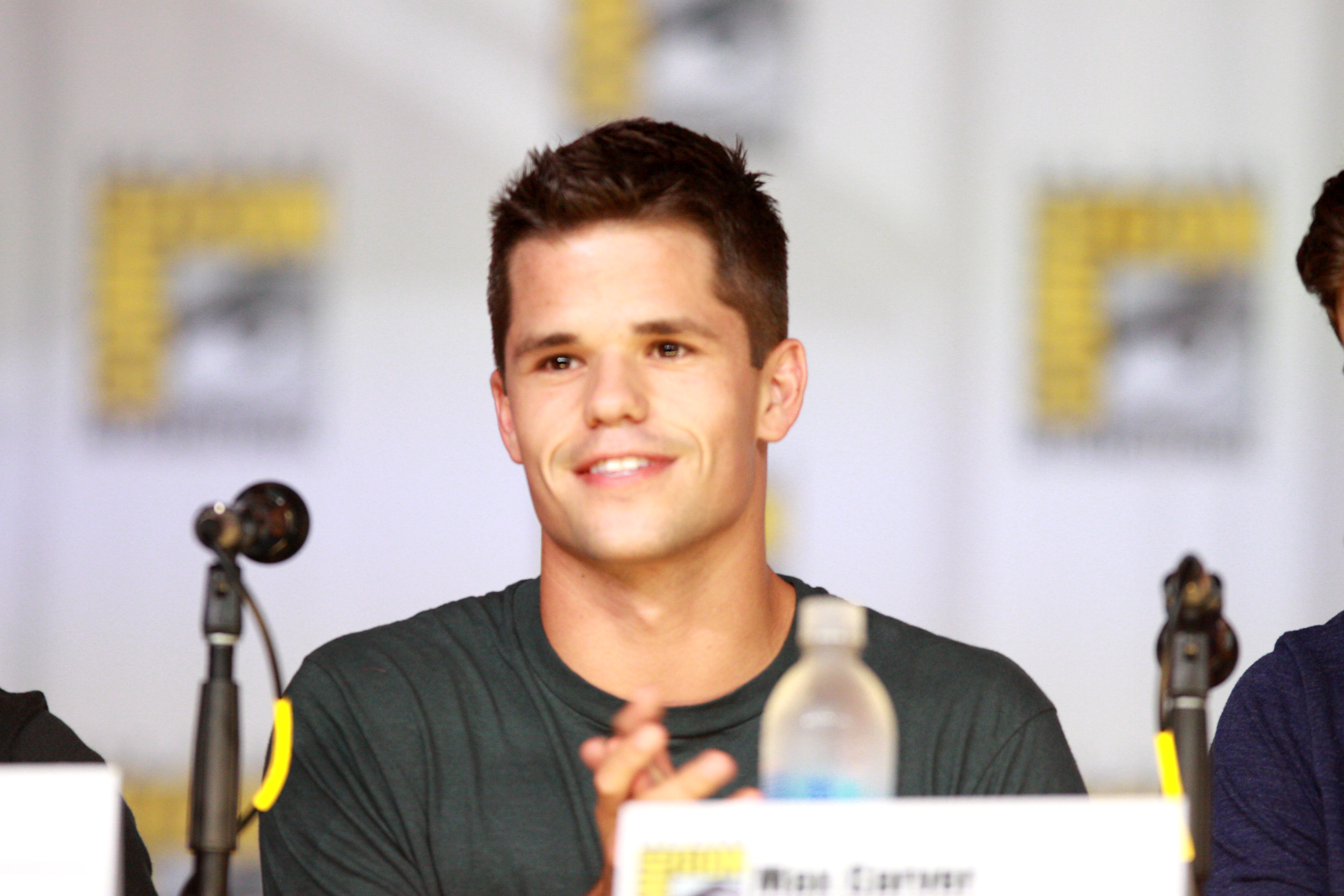
Max Carver (* 1988)

- Carver, Michael (1915–2001), britischer General und Chef des Verteidigungsstabes
- Carver, Oswald (1887–1915), britischer Ruderer
- Carver, Randie (1974–1999), US-amerikanischer Boxsportler
- Carver, Raymond (1938–1988), US-amerikanischer Schriftsteller und Dichter
- Carver, Robert (* 1487), schottischer Komponist
- Carver, Sonora (1904–2003), US-amerikanische Reiterin
- Carver, Steve (1945–2021), US-amerikanischer Fotograf, Filmregisseur und Filmproduzent
- Carver, Veronika (* 1992), deutsche Autorin
- Carver, Wayman (1905–1967), US-amerikanischer Jazz-Altsaxophonist und -Flötist
- Carver, William Frank (1840–1927), US-amerikanischer Scharfschütze
- Carver-Dias, Claire (* 1977), kanadische Synchronschwimmerin
- Carvey, Dana (* 1955), US-amerikanischer Schauspieler und KomikerDana Carvey (* 1955)

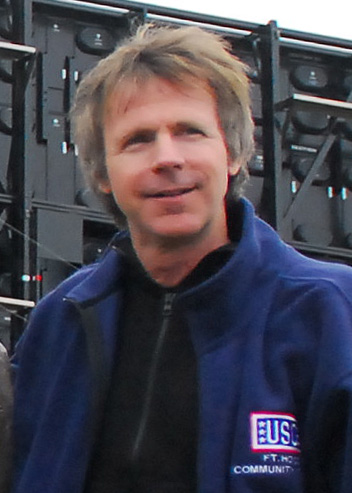
Dana Carvey (* 1955)

### Carvi
- Carvidón, Juan (1917–1986), uruguayischer Fußballspieler
- Carvilius, König von Kent
- Carvilius Maximus Ruga, Spurius († 211 v. Chr.), römischer Konsul 234 und 228 v. Chr.
- Carvilius Maximus, Spurius, römischer Konsul und Zensor
- Carvilius, Spurius, römischer Gesandter 171 v. Chr.
- Carville, Edward Peter (1885–1956), US-amerikanischer Politiker
- Carville, James (* 1944), US-amerikanischer Politikberater
- Carvin, Chad (* 1974), US-amerikanischer Schwimmer
- Carvin, Louis-Albert (1875–1951), französischer Bildhauer
- Carvin, Michael (* 1944), US-amerikanischer Jazz-Schlagzeuger